# Декілька речень (петиція)
Декілька речень (петиція) — документ, розроблений рухом Хартія 77 навесні 1989 року та опублікований 29 червня. Головними ініціаторами петиції були Вацлав Гавел, Їржі Кржижан, Станіслав Девати та Александр Вондра . Назву придумав Їржі Кржижан. Першу публікацію петиції після її написання транслювали радіостанції "Голос Америки " та " Бі-Бі-Сі ", у друкованому вигляді текст був опублікований у самвидаві «Новини людей» (чеськ. Lidové noviny).

Вже наступного дня газета Червоне право (чеськ. Rudé právo) опублікувала статтю під назвою «Хто сіє вітер», у якій авторів петиції та її підписантів засуджували за спробу "конфронтувати з соціалістичним державним істеблішментом ". Основними критиками державного курсу були публічні люди, які також додали свої підписи, наприклад, Йозеф Кемр , Їржі Менцель, Їржі Сухі чи Даніела Коларшова . Ця стаття довела широку громадськість до відома про існування петиції
.

Незважаючи на те, що петиція не закликала до зміни уряду, ані конституційно відведена керівна роль Комуністичної партії Чехословаччини не оскаржувалася, державна влада провела (неефективну) контркампанію проти петиції. До осені 1989 року петицію підписали приблизно 40 000 осіб. Імена підписантів петиції регулярно транслювали іноземні радіостанції Радіо Свобода (чеськ. Svobodná Evropa) та "Голос Америки ".

## Текст петиції
|  | Перші місяці 1989 року ще раз наочно показали, що, хоча нинішнє чехословацьке керівництво дуже часто використовує слова реконструкція та демократизація, насправді воно досить відчайдушно опирається всьому, що створює демократію чи принаймні віддалено нагадує її. Уряд відхиляє петиції та ініціативи громадян, які він не організовував, як примусові акції, розганяє мирні зібрання та не дає висловлюватись людям до підготовки нових законів. Однак ті ж місяці також показали, що громадянське суспільство вже виривається зі своєї летаргії і що все більше і більше людей мають сміливість публічно висловити своє бажання соціальних змін. Таким чином, рух у суспільстві починає все серйозніше стикатися з нерухомістю влади, зростає соціальна напруга і починає загрожувати небезпека відкритої кризи. Ніхто з нас не хоче такої кризи. Тому ми закликаємо керівництво нашої країни зрозуміти, що настав час справжніх і ґрунтовних системних змін і що ці зміни є вільним і демократичним обговоренням. Отже, першим кроком до будь-яких суттєвих змін, починаючи з нової конституції та закінчуючи економічною реформою, має бути зміна соціального клімату в нашій країні, до якого має повернутися дух свободи, довіри, толерантності та плюралізму. На нашу думку, для цього необхідно: 1) Негайно звільнити всіх політичних в'язнів. 2) Щоб свобода зібрань перестала бути обмеженою. 3) Щоб різноманітні незалежні ініціативи перестали бути криміналізованими та переслідуваними і нарешті почали розумітися навіть урядом як те, чим вони вже давно є в очах громадськості, а саме як природна частина суспільного життя та легітимне вираження його різноманітність. Водночас не повинно бути перешкод для створення нових громадських рухів, у тому числі незалежних профспілок, спілок та асоціацій. 4) Щоб засоби масової інформації та будь-яка культурна діяльність були звільнені від усіх форм політичної маніпуляції та попередньої та наступної прихованої цензури та відкриті для вільного обміну думками, а засоби масової інформації, які досі діють незалежно від офіційних структур, були легалізовані. 5) Щоб поважалися законні вимоги всіх релігійних громадян. 6) Щоб усі заплановані та реалізовані проекти, які мають назавжди змінити довкілля в нашій державі, а відтак визначати життя майбутніх поколінь, невідкладно подавати на комплексну оцінку експертам та громадськості. 7) Розпочати вільну дискусію не лише про 1950-ті роки, а й про Празьку весну, вторгнення до п’яти країн Варшавського договору та наступну нормалізацію. Сумно, що якщо в деяких країнах, армії яких втручалися в чехословацький розвиток того часу, сьогодні ця тема починає предметно обговорюватися, то в нас це все ще велике табу, і то тільки для того, щоб ті люди з політичних і Держава не повинна відправляти у відставку керівників, відповідальних за двадцятирічний занепад усіх сфер суспільного життя нашої країни. Кожен, хто згоден з цією думкою, може підкріпити її своїм підписом. Ми закликаємо уряд не поводитися з ним так, як він звик мати справу з незручними думками. Це завдало б фатального удару тим сподіванням, якими ми керуємося, а саме надії на справжній соціальний діалог як єдиний можливий вихід із глухого кута, в якому опинилася сьогодні Чехословаччина. Оригінальний текст (чес.) První měsíce roku 1989 znovu a jasně ukázaly, že i když se současné československé vedení velmi často zaklíná slovy přestavba a demokratizace, ve skutečnosti se dost zoufale vzpírá všemu, co demokracii vytváří nebo ji alespoň vzdáleně připomíná. Petice a iniciativy občanů, které samo nezorganizovalo, odmítá jako nátlakové akce, pokojná lidová shromáždění rozhání, do přípravy nových zákonů nedovoluje veřejnosti mluvit. Tytéž měsíce však zároveň ukázaly, že občanská veřejnost se už vymaňuje z letargie a že stále víc lidí má odvahu veřejně projevit svou touhu po společenských změnách. Pohyb ve společnosti se tak začíná stále povážlivěji srážet s nehybností moci, roste společenské napětí a začíná hrozit nebezpečí otevřené krize. Takovou krizi si nikdo z nás nepřeje. Proto vyzýváme vedení naší země, aby pochopilo, že nadešel čas ke skutečným a důkladným systémovým změnám a že tyto změny jsou svobodná a demokratická diskuse. Prvním krokem k jakýmkoli smysluplným změnám, novou ústavou počínaje a ekonomickou reformou konče, musí tedy být změna společenského klimatu v naší zemi, do kterého se musí vrátit duch svobody, důvěry, tolerance a plurality. Podle našeho názoru je k tomu třeba: 1) Aby byli okamžitě propuštěni všichni političtí vězňové. 2) Aby přestala být omezována svoboda shromažďovací. 3) Aby přestaly být kriminalizovány a pronásledovány různé nezávislé iniciativy a začaly být konečně chápány i vládou jako to, čím v očích veřejnosti už dávno jsou, totiž jako přirozená součást veřejného života a legitimní výraz jeho různotvárnosti. Zároveň by neměly být kladeny překážky vznikání nových občanských hnutí, včetně nezávislých odborů, svazů a spolků. 4) Aby byly sdělovací prostředky i veškerá kulturní činnost zbaveny všech forem politické manipulace a předběžné i následné skryté cenzury a otevřeny svobodné výměně názorů a aby byly legalizovány sdělovací prostředky, působící dosud nezávisle na oficiálních strukturách. 5) Aby byly respektovány oprávněné požadavky všech věřících občanů. 6) Aby byly všechny chystané a uskutečňované projekty, které mají natrvalo změnit životní prostředí v naší zemi a předurčit tak život budoucích generací, neodkladně předloženy k všestrannému posouzení odborníkům a veřejnosti. 7) Aby byla zahájena svobodná diskuse nejen o padesátých letech, ale i o Pražském jaru, invazi pěti států Varšavské smlouvy a následné normalizaci. Je smutné, že zatímco v některých zemích, jejichž armády tehdy do československého vývoje zasáhly, se dnes už o tomto tématu začíná věcně diskutovat, u nás je to stále ještě velké tabu, a to jen proto, aby nemuseli odstoupit ti lidé z politického a státního vedení, kteří jsou odpovědní za dvacetileté upadání všech oblastí společenského života u nás. Každý, kdo s tímto stanoviskem souhlasí, je může podpořit svým podpisem. Vládu vyzýváme, aby s ním nenaložila tak, jak je dosud zvyklá s nepohodlnými názory nakládat. Zasadila by tím osudovou ránu nadějím, jimiž jsme vedeni, totiž nadějím na skutečný společenský dialog jako jediné možné východisko ze slepé uličky, v níž se dnes Československo nalézá. |

## Підписанти
Петицію підписали чимало відомих особистостей, наприклад, Таня Фішерова , Зденек Сверак, Їржі Бартошка, Ян Ченський, Рудольф Грушінський , Мартін Стропніцький, Хана Загорова, Емануель Мандлер, Іван Троян , Болеслав Полівка , Людвік Вацулік, Петро Уль, Володимир Прецлік, Марта Елефтеріаду, Ян Баух , Володимир Шпідла , Мілош Земан та інші. Значна кількість людей зазнала переслідувань за поширення та підписання петиції. Для прикладу, співачка Хана Загорова, яка була підписанткою, а водночас і однією з найбільших знаменитостей зазанала переслідувань з боку владних структур. Для комуністичного режиму її підпис представляв найбільшу небезпеку, тому Служба Державної безпеки Чехословаччини намагалася змусити її відкликати свій підпис під час п'ятигодинного допиту. Вона не подала апеляцію і одразу відчула наслідки — організатори почали скасовувати її концерти, вона опинилася в ізоляції.

|  | "Не було там ( в петиції) нічого такого, чого б порядна людина не підписала б."Оригінальний текст (чес.) „Nebylo tam nic, co by slušný člověk nepodepsal,“ |

 — прокоментувала Загорова.